# Surjit Patar
Pour les articles homonymes, voir Patar.
Surjit Patar, né le 14 janvier 1945 à Pattar Kalan (en) dans le district de Jalandhar (Inde britannique) et mort le 11 mai 2024 à Ludhiana (Pendjab), est un poète et écrivain indien de langue pendjabi.

## Biographie
Né en janvier 1945 à Pattar Kalan, Surjit Patar porte avec lui le nom et l'éthique de son village et, dans ses vers lyriques, les espoirs, les aspirations, les agonies et les extases de son peuple, ainsi que les traditions de la langue.
Il est récipiendaire du Padma Shri.
Ses œuvres poétiques comprennent Hawa Vich Likhe Harf, Hanere Vich Sulagdi Varanmala, Patjhar Di Pazeb, Lafzaan Di Dargah et Surzameen.
Surjit Pattar meurt le 11 mai 2024 à son domicile, près de la colonie de Barewal, à Ludhiana.